# 니아물라기라산

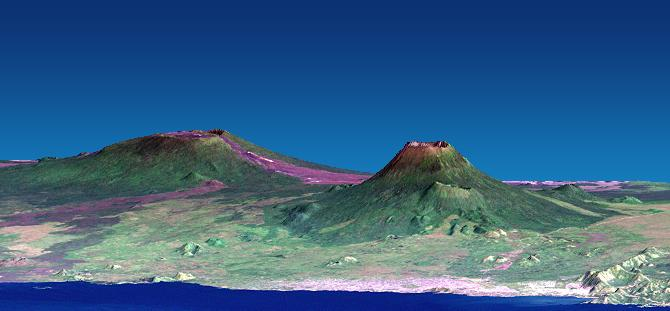

니아물라기라산(Nyamuragira)은 동아프리카 지구대의 비룽가 산맥에 위치한 순상화산으로, 니라공고 산과 함께 활화산이며 높이는 3,058m이다. 콩고 민주 공화국에 있으며 2011년에 폭발하여 용암이 400m 높이까지 치솟았다. 그러나 용암은 비거주지역인 북쪽으로 흘러가, 인명피해는 없었다. 이 화산의 분출은 멀리서도 잘 보여, 콩고 민주 공화국은 관광객들을 초대하였다.